# Realities:united
realities:united ist eine Berliner Künstler- und Architektengruppe, die von den Brüdern Jan und Tim Edler im Jahr 2000 gegründet wurde.

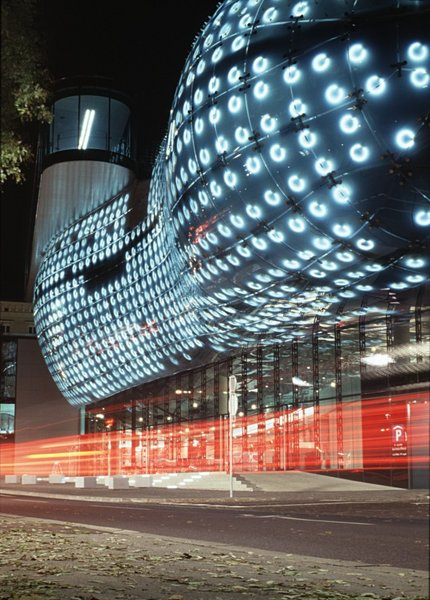
Kunsthaus Graz (2003)

## Geschichte
Die Brüder Tim Edler (* 1965 in Köln-Lindenthal) und Jan Edler (* 1970 ebenda) leben und arbeiten in Berlin. Sie begannen 1997 im Rahmen des transdisziplinären Künstlerkollektivs Kunst und Technik (1997–2000) zusammenzuarbeiten. Seither arbeiten sie mit einem wechselnden Team an Kunst- und Hybridinstallationen, meist im architektonischen bzw. urbanen Maßstab.
Mit der großformatigen Medieninstallationen BIX am Kunsthaus Graz (2003) der britischen Architekten Peter Cook und Colin Fournier erlangten sie internationale Aufmerksamkeit. Seither ist das Studio überwiegend international tätig, in Europa, Asien und Nordamerika, oft auch in Kooperation mit anderen Künstlern oder Architekten.
Zu ihren bekanntesten Projekten in Deutschland gehört das Flussbad Berlin.

## Preise und Auszeichnungen (Auswahl)
- 2019: Deutscher Lichtdesign-Preis, Kategorie: Museen[2]
- 2019: Deutsche Botschaft Belgrad, Kunst am Bau Wettbewerb, 1. Preis; Bundesamt für Bauwesen und Raumordnung, Berlin[3]
- 2016: Futurium Berlin (Haus der Zukunft), Kunst am Bau Wettbewerb, 1. Preis;  Bundesanstalt für Immobilienaufgaben, Berlin[4]
- 2016: Staatsoper unter den Linden, Kunst am Bau Wettbewerb, 2. Preis; Senatsverwaltung für Kultur und Europa, Berlin[5]
- 2015: Rogers Place Arena Public Art Project, Internationaler Wettbewerb, 1. Preis; City of Edmonton, Canada[6]
- 2012: Leipziger Freiheits- und Einheitsdenkmal, Internationaler Wettbewerb, 2. Preis; Stadt Leipzig[7]
- 2012: Global Holcim Award for Sustainable Construction, Bronze; Holcim Foundation, Zürich[8]
- 2011: Regional Holcim Award for Sustainable Construction, Region Europa, Gold; Holcim Foundation, Zürich[9]
- 2010: Freiheits- und Einheitsdenkmal Berlin, Internationaler Wettbewerb, Anerkennung; Bundesamt für Bauwesen und Raumordnung (BBR), Berlin
- 2009: Kunstpreis Berlin 2009, Förderungspreis in der Kategorie Baukunst; Akademie der Künste, Berlin
- 2004: Hans-Schaefers-Preis, Bund Deutscher Architekten (BDA), Berlin[10]

## Ausstellungen (Auswahl)
- 2019: Fazit, Berlinische Galerie, Berlin[11]
- 2017: Gwangju Biennale Folly III, View Folly (mit Moon Hoon), Gwangju, Korea[12]
- 2014: Daily Memories, Kunstmuseum Kloster Unser Lieben Frauen, Magdeburg[13]
- 2013: Sender, Kunstinstallation für das Urban Lights Ruhr Festival, Urbane Künste Ruhr, Bergkamen
- 2013: Lightopia, Vitra Design Museum, Weil am Rhein
- 2012: Architekturteilchen, Modulares Bauen im digitalen Zeitalter, Museum für Angewandte Kunst (MAKK), Köln
- 2011: Talk to Me: Design and the Communication between People and Objects, Museum of Modern Art (MoMA), New York[14]
- 2010: Freiheits- und Einheitsdenkmal Berlin, Martin-Gropius-Bau, Berlin[15]
- 2008: S1ngletown, Biennale di Venezia, Arsenale
- 2008: Ornament neu aufgelegt, Architekturmuseum Basel[16]
- 2007: Museum CompleX, Museum Abteiberg, Mönchengladbach
- 2006: Convertible City, Biennale di Venezia, Deutscher Pavillon[17]
- 2006: MuseumX, Museum Abteiberg, Mönchengladbach[18]
- 2006: Open House, Zeche Zollverein/Vitra Design Museum/Pasadena Art Centre College for Design, Essen (Los Angeles, Warschau, Oslo)
- 2006: Luminous Buildings, Architecture of the Night, Kunstmuseum Stuttgart
- 2003: Design Berlin!, Vitra Design Museum, Weil am Rhein
- 2000: Modell Modell, Neuer Aachener Kunstverein (NAK)
- 1999: Multi Mind, Triennale der Photographie, Deichtorhallen, Hamburg
- 1999: Work is Personal, Galerie Eigen+Art, Berlin
- 1998: Entropie zu Hause, Suermondt-Ludwig-Museum, Aachen

## Sammlungen
- Edmonton Arts Council, Public Art Collection, Edmonton, Canada[19]
- Brown University, Providence, USA[20]
- Kunstmuseum Kloster Unser Lieben Frauen, Magdeburg[21]
- Museum of Modern Art (MoMA), New York[22]
- Museum Abteiberg, Mönchengladbach
- Vitra Design Museum, Weil am Rhein
- Sammlung Schürmann
- Sammlung Mario Testino